# Campionati del mondo di ciclocross 2021 - Gara maschile Elite
La gara maschile Elite dei Campionati del mondo di ciclocross 2021, settantaduesima edizione della prova, si svolse il 31 gennaio 2021 con partenza e arrivo a Ostenda, in Belgio, su un circuito di 2,90 km da ripetere 8 volte per un totale di 23,3 km. La vittoria fu appannaggio dell'olandese Mathieu van der Poel, il quale terminò la gara in 58'56", precedendo i belgi Wout Van Aert e Toon Aerts.
Partenza con 44 ciclisti, tutti giunti al traguardo.

## Squadre partecipanti
| N.    | Cod. | Squadra     |
| ----- | ---- | ----------- |
| 1-5   | NLD  | Paesi Bassi |
| 6-14  | BEL  | Belgio      |
| 18-20 | SUI  | Svizzera    |
| 21    | USA  | Stati Uniti |
| 22-24 | CZE  | Rep. Ceca   |
| 25-28 | FRA  | Francia     |
| 29-31 | ESP  | Spagna      |
| 32-36 | ITA  | Italia      |

| N.    | Cod. | Squadra       |
| ----- | ---- | ------------- |
| 39-41 | SVK  | Slovacchia    |
| 42    | GBR  | Gran Bretagna |
| 43    | GER  | Germania      |
| 44-45 | DNK  | Danimarca     |
| 46-49 | POL  | Polonia       |
| 50    | AUT  | Austria       |
| 51    | AUS  | Australia     |

## Ordine d'arrivo (Top 10)
| Pos. | Corridore              | Squadra     | Tempo   |
| ---- | ---------------------- | ----------- | ------- |
| 1    | Mathieu van der Poel   | Paesi Bassi | 58'56"  |
| 2    | Wout Van Aert          | Belgio      | a 37"   |
| 3    | Toon Aerts             | Belgio      | a 1'24" |
| 4    | Thomas Pidcock         | G. Bretagna | a 1'37" |
| 5    | Laurens Sweeck         | Belgio      | a 2'05" |
| 6    | Michael Vanthourenhout | Belgio      | a 2'14" |
| 7    | Eli Iserbyt            | Belgio      | a 2'18" |
| 8    | Quinten Hermans        | Belgio      | a 2'23" |
| 9    | Lars van der Haar      | Paesi Bassi | a 2'41" |
| 10   | Joris Nieuwenhuis      | Paesi Bassi | a 3'15" |